# Siefen (Neunkirchen-Seelscheid)
Siefen ist ein Ortsteil der Gemeinde Neunkirchen-Seelscheid im Rhein-Sieg-Kreis.

## Lage
Siefen liegt im Wenigerbachtal im Bergischen Land. Nachbarorte sind Eich im Westen, Pütz im Norden, Oberheister im Osten und Heister im Süden.

## Geschichte
1830 hatte Seifen 18 Einwohner. 1845 hatte der Ort 29 evangelische Einwohner in fünf Häusern. 1888 gab es 25 Bewohner in sechs Häusern.
Das Dorf gehörte bis 1969 zur Gemeinde Seelscheid.